# Samsung Galaxy A22
Samsung Galaxy A22 та Samsung Galaxy A22 5G — смартфони середнього рівня, розроблені Samsung Electronics, що входять до серії Galaxy A. Були представлені 3 червня 2021 року.
6 липня того ж року був представлений Samsung Galaxy F22, що відрізняється від Galaxy A22 більшою батареєю та присутністю текстури на задній панелі, а вже 14 вересня був представлений Samsung Galaxy M22, що відрізняється від Galaxy A22 оформленням задньої панелі як у Galaxy F22 та швидшою зарядкою.
29 вересня того ж року був представлений Samsung Galaxy F42 5G, що є подібною до Galaxy A22 5G моделлю з  різницею в оформленні задньої панелі і блока камери та основному модулі камери.

## Дизайн
Екран виконаний зі скла. Корпус виконаний з пластику. Також задня панель в Galaxy F22, F42 5G та M22 має смугасту текстуру.
В японської моделі (SC-56B) Galaxy A22 5G знизу розміщені роз'єм USB-C, динамік та мікрофон. Зверху розташовані 3.5 мм аудіороз'єм та додатковий мікрофон. З лівого боку розташований слот під SIM-картку і карту пам'яті. З правого боку розміщені кнопки регулювання гучності та кнопка блокування.
В інших моделей знизу розміщені роз'єм USB-C, динамік, мікрофон та 3.5 мм аудіороз'єм. Зверху в Galaxy A22, F22 та M22 розташований додатковий мікрофон. З лівого боку розташований залежно від версії Galaxy A22 та A22 5G слот під 1 SIM-картку і карту пам'яті або слот під 2 SIM-картки і карту пам'яті та у всіх версіях Galaxy F22, F42 5G та M22 слот під 2 SIM-картки і карту пам'яті. З правого боку розміщені кнопки регулювання гучності та кнопка блокування, в яку вбудований сканер відбитків пальців.
Samsung Galaxy A22 та A22 5G продавалися в 4 кольорах: чорному, білому, зеленому та фіолетовому.
Японський Samsung Galaxy A22 5G продавався в 3 кольорах: чорному, червоному та білому.
Samsung Galaxy F22 продавався в кольорах Denim Black (чорний), Denim Blue (синій).
Samsung Galaxy F42 5G продавався в кольорах Matte Black (чорний), Matte Aqua (синій).
Samsung Galaxy M22 продавався в 3 кольорах: чорному, синьому та білому.

## Технічні характеристики

### Апаратне забезпечення

#### Платформа
Galaxy A22, F22 та M22 отримали процесор MediaTek Helio G80 з графічним процесором Mali-G52 MC2, а Galaxy A22 5G та F42 5G — MediaTek Dimensity 700 з Mali-G57 MC2.

#### Акумулятор
Акумуляторна батарея отримала об'єм 5000 мА·год в A22, M22 та A22 5G, 4000 мА·год в японського A22 5G і 6000 мА·год в F22. Також A22, F22 та A22 5G отримали підтримку швидкої зарядки на 15 Вт, M22 — на 25 Вт а японський A22 5G — звичайну на 10 Вт.

#### Камера
Galaxy A22 та F22 отримали основну квадрокамеру 48 Мп, f/1.8 (ширококутний) з фазовим автофокусом і оптичною стабілізацією + 5 Мп, f/2.2 (надширококутний) з кутом огляду 123° + 2 Мп, f/2.4 (макро) + 2 Мп, f/2.4 (сенсор глибини). Фронтальна камера отримала роздільність 13 Мп, діафрагму f/2.2 (ширококутний). Основна та фронтальна камери вміють знімати відео у роздільній здатності 1080p@30fps.
Galaxy A22 5G отримав основну потрійну камеру 48 Мп, f/1.8 (ширококутний) з фазовим автофокусом + 5 Мп, f/2.2 (надширококутний) з кутом огляду 115° + 2 Мп, f/2.4 (сенсор глибини). Galaxy F42 5G має той же набір камер але з ширококутним модулем на 64 Мп. В обох моделей він вміє записувати відео в роздільній здатності 1152@30fps. Фронтальна камера обох моделей отримала роздільність 8 Мп, діафрагму f/2.0 (ширококутний) та здатність запису відео в роздільній здатності 1080p@30fps.
Японська модель Galaxy A22 5G отримала основну камеру 13 Мп, f/1.9 (ширококутний) з фазовим автофокусом і фронтальну камеру 5 Мп, f/2.0 (ширококутний). Обидві можуть записувати відео в роздільній здатності 1080p@30fps.

#### Екран
A22, M22 та F22 отримали екран Infinity-U (краплеподібний виріз) типу Super AMOLED, 6.4", HD+ (1600 × 720) зі щільністю пікселів 274 ppi, співвідношенням сторін 20:9 та частотою оновлення 90 Гц.
A22 5G та F42 5G отримали екран Infinity-V (краплеподібний виріз) типу PLS TFT, 6.6", FullHD+ (2400 × 1080) зі щільністю пікселів 399 ppi, співвідношенням сторін 20:9 та частотою оновлення 90 Гц.
Японська модель A22 5G отримала екран Infinity-V (краплеподібний виріз) типу PLS TFT, 5.8", HD+ (1720 × 720) зі щільністю пікселів 296 ppi та співвідношенням сторін 19,5:9.

#### Пам'ять
Galaxy A22 та Galaxy M22 продавалися в комплектаціях 4/64, 4/128 та 6/128 ГБ. В Україні Galaxy A22 офіційно продавався в комплектаціях 4/64 та 4/128 ГБ, а Galaxy M22 — тільки 4/128 ГБ.
Galaxy A22 5G продавався в комплектаціях 4/64, 4/128, 6/128 та 8/128 ГБ. В Україні модель офіційно продавалася в комплектаціях 4/64 та 4/128 ГБ.
Galaxy F22 продавався в комплектаціях 4/64 та 6/128 ГБ.
Galaxy F42 5G продавався в комплектаціях 6/128 та 8/128 ГБ.
В усіх моделей об'єм сховища можна розширити картою пам'яті формату microSD до 1 ТБ.

### Програмне забезпечення
Смартфони були випущені на One UI Core 3.1 на базі Android 11. Були оновлені до One UI Core 5.1 на базі Android 13.